# Schatz von Chaourse

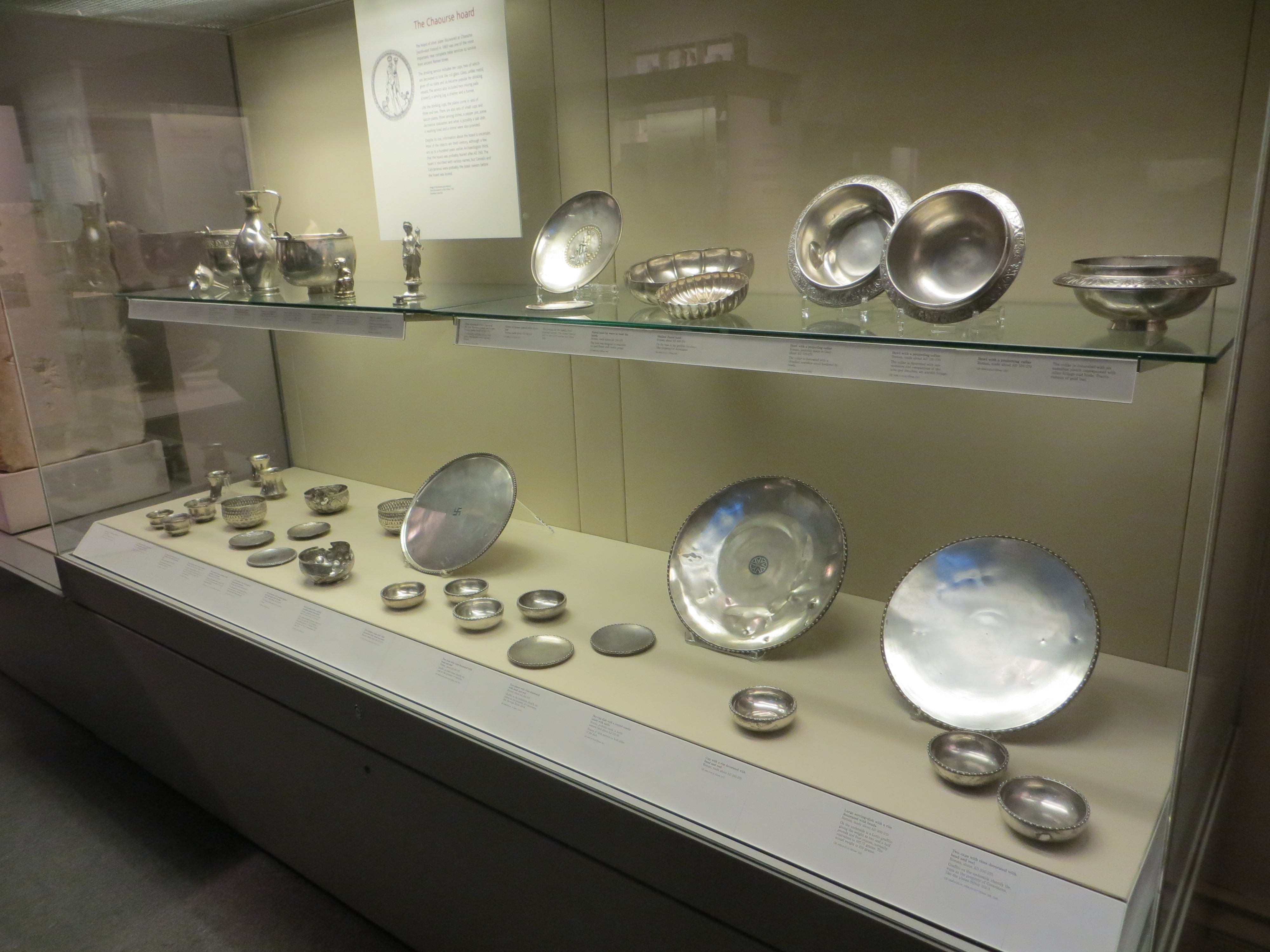
Der Schatz von Chaourse im British Museum

Der Schatz von Chaourse ist ein römischer Depotfund, der im Jahr 1883 in der Nähe von Chaourse bei Feldarbeiten entdeckt worden ist. Die Fundstücke waren in Stoff eingewickelt, von dem sich Fragmente erhalten hatten. Mit den 39 Objekten sind wohl auch einige Münzen gefunden worden, die Münzreihe reicht bis Postumus, wodurch sich ein terminus post quem von 267 n. Chr. für die Verbergung ergeben würde. Im Jahr 1888 wurden die Funde in einer Auktion in Paris versteigert. Heute befinden sich die Objekte im British Museum in London.

## Fundstücke

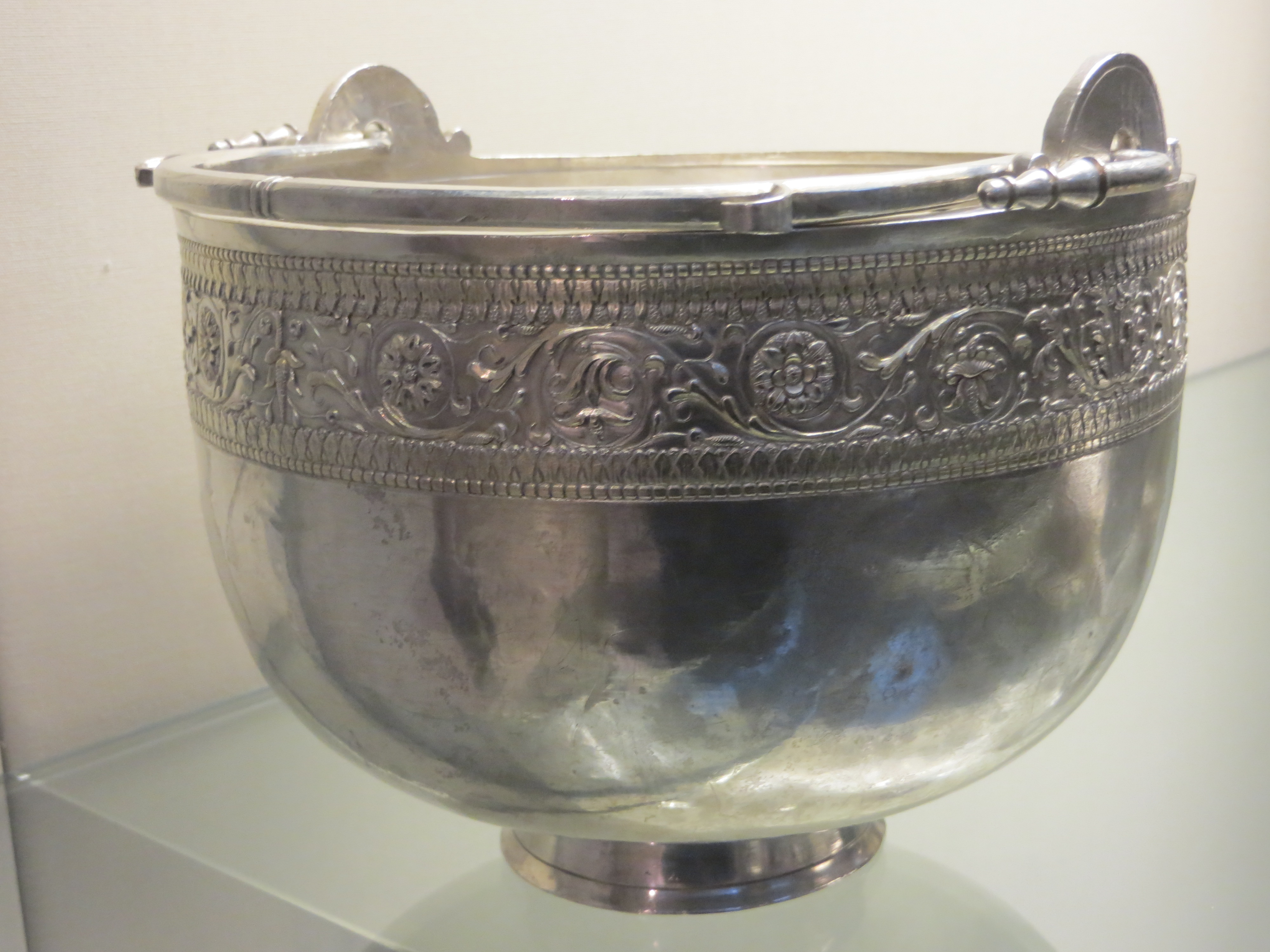
Verzierter Hemmoorer Eimer

Sechs der 39 Stücke sind aus versilberter Bronze gefertigt, der Rest aus Silber. Bei vielen Objekten handelt es sich um Geschirr, das bei der Tafel benutzt worden ist. Zum Trinkgeschirr gehören unter anderem eine Kanne, zwei kleine Hemmoorer Eimer, von denen einer verziert ist, eine Kelle-Sieb-Garnitur, bei der das Sieb mit einem Scharnier mit der Kelle verbunden ist, sowie mehrere Becher.
Zum Speisegeschirr gehören mehrere Teller und Platten. Sie sind unterschiedlich verziert, so ist auf dem Mittelmedaillon eines Exemplars Hermes dargestellt. Andere tragen geometrische Ornamente oder eine Swastika. Bei drei Kragenschalen ist der umlaufende Kragen ebenfalls verziert.

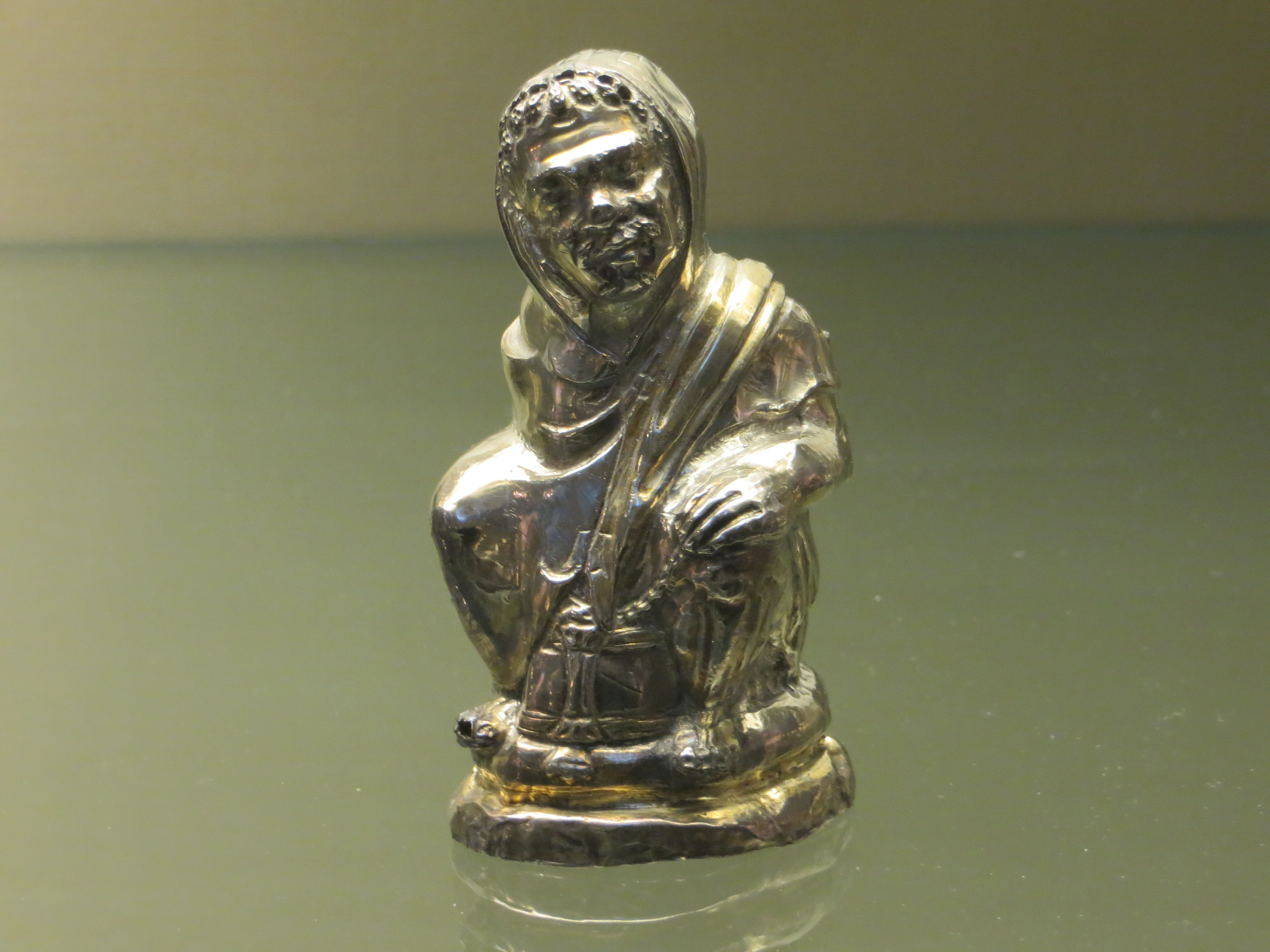
Pfefferstreuer

Zwei Objekte sind figürlich gestaltet. Ein Behälter für Pfeffer (piperatorium) hat die Form eines sitzenden äthiopischen Sklaven. Außerdem beinhaltet der Schatz von Chaourse eine Statuette in Form der Göttin Fortuna.

## Galerie

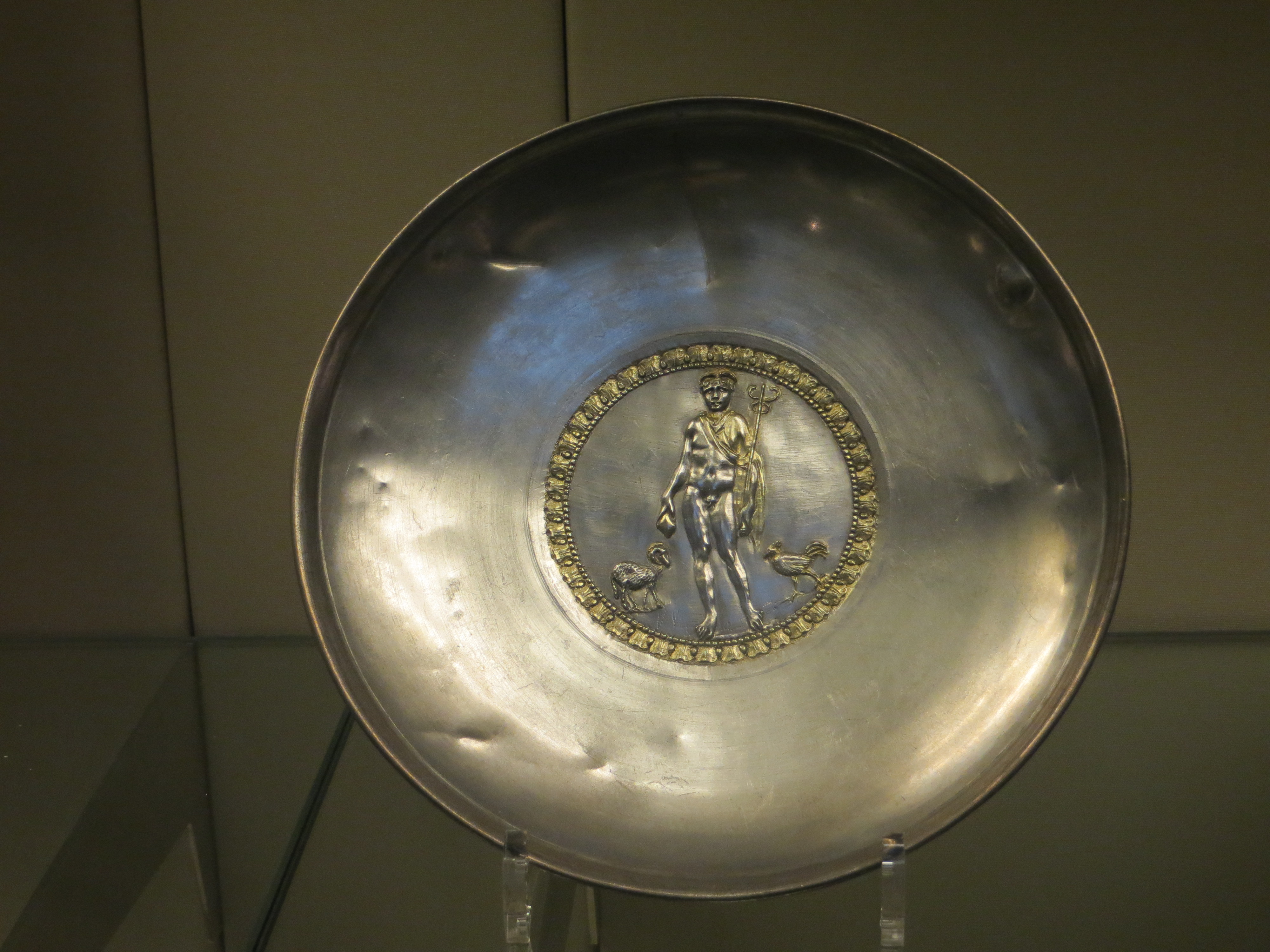
Platte mit Merkurdarstellung im Mittelmedaillon
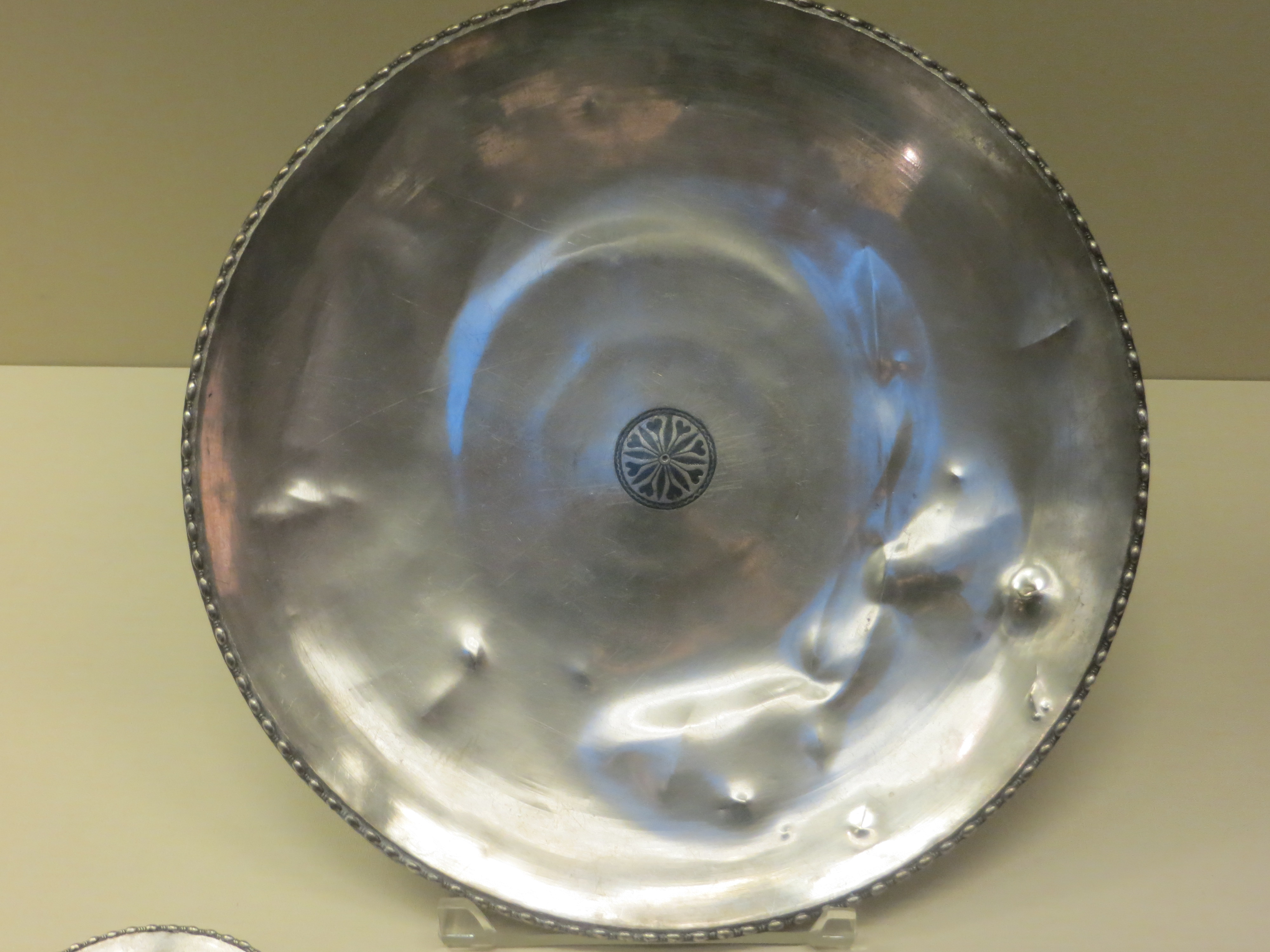
Platte mit sternförmiger geometrischer Verzierung in der Mitte
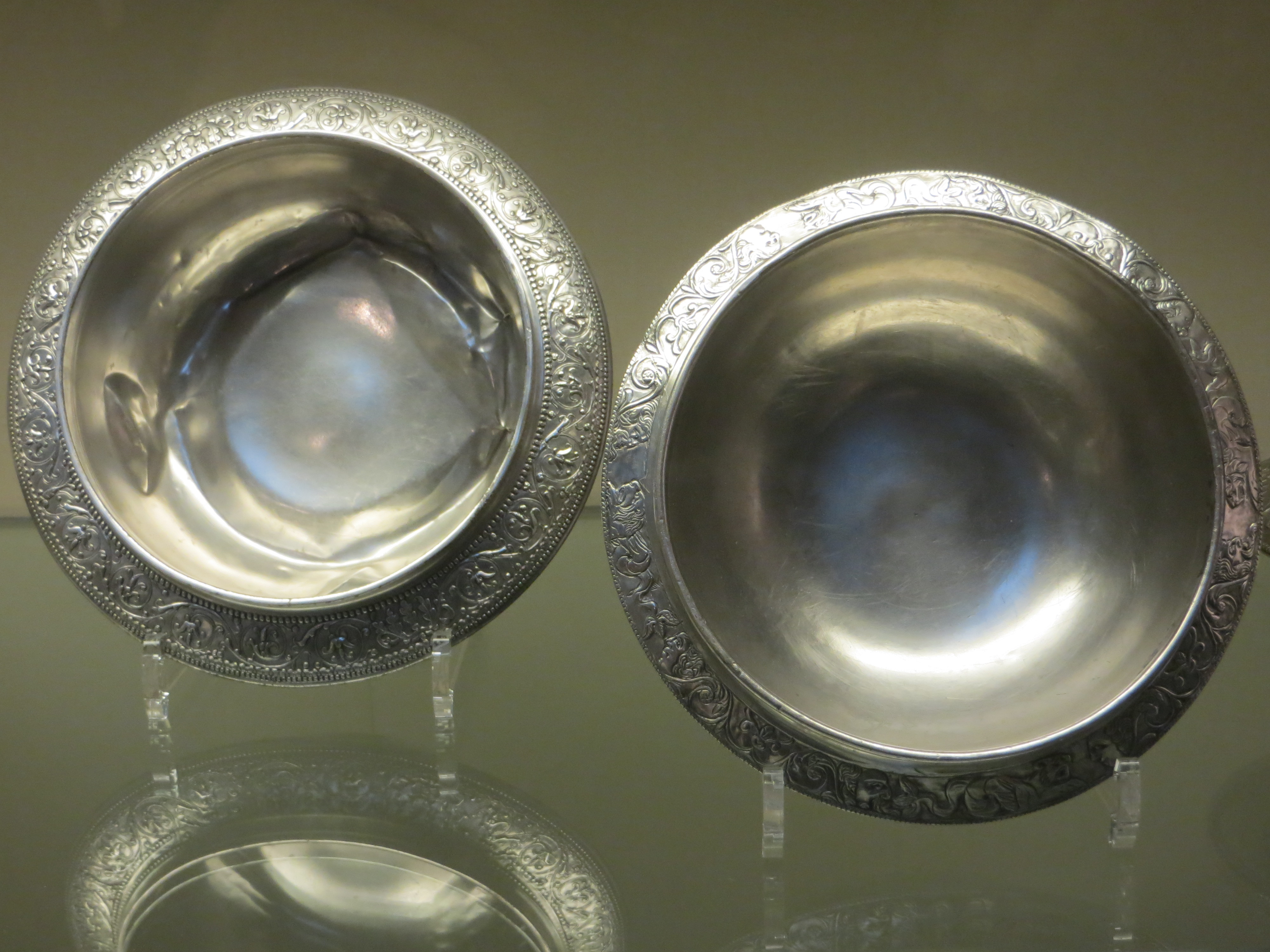
Zwei Kragenschalen mit verziertem Kragen
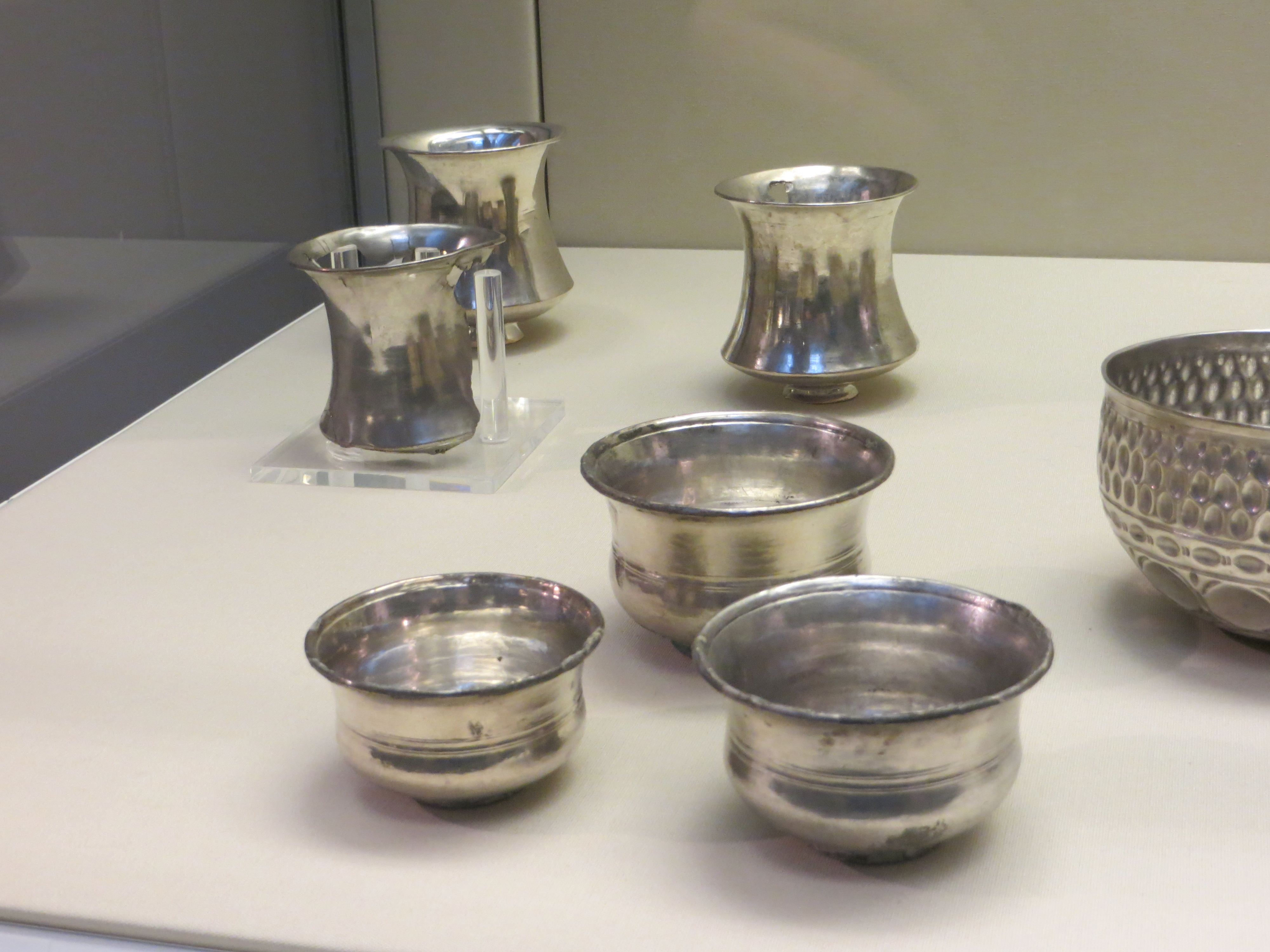
Hohe Becher und Näpfe
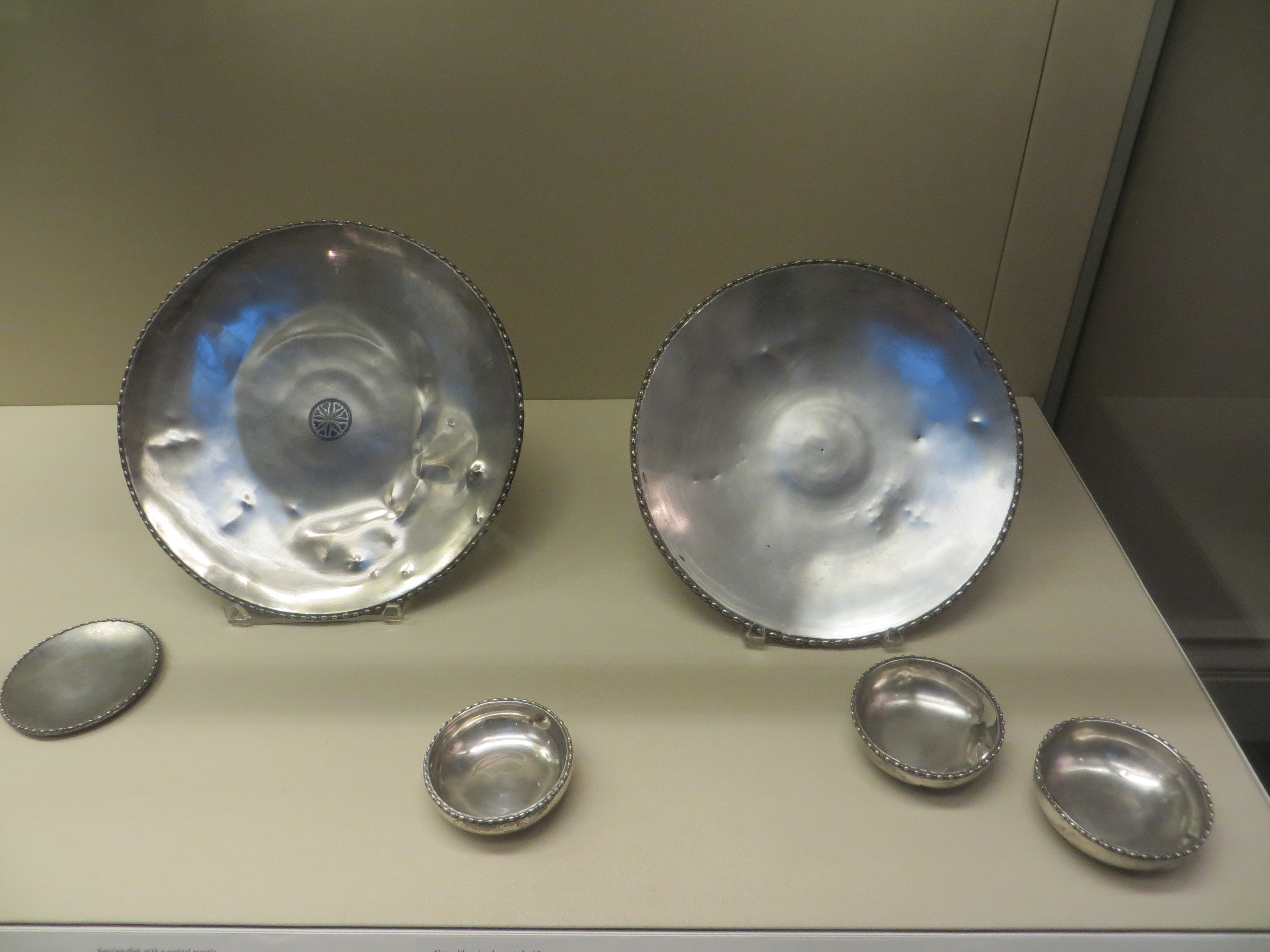
Eine kleine und zwei größere Platten sowie drei Schüsseln
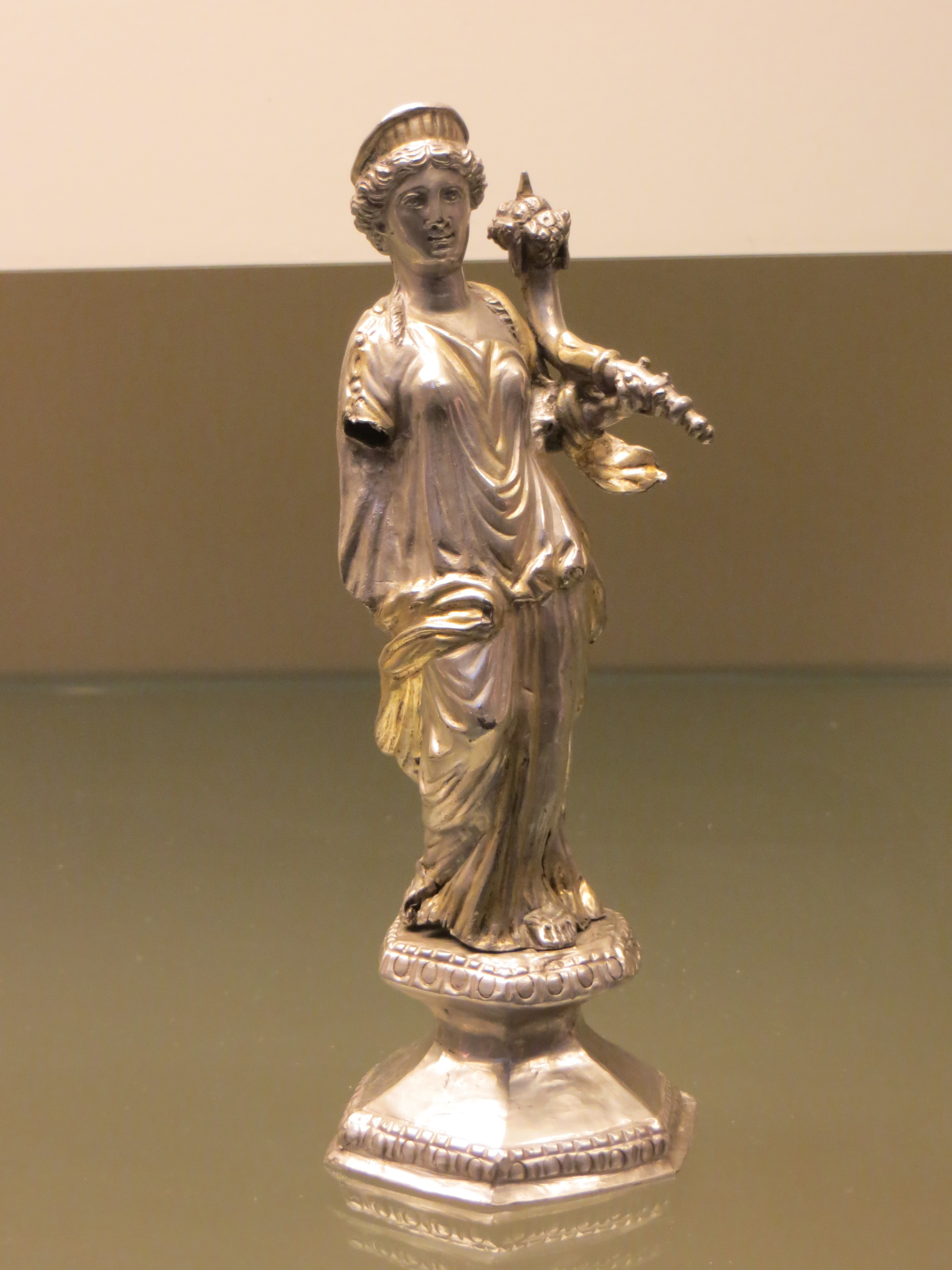
Fortunastatuette
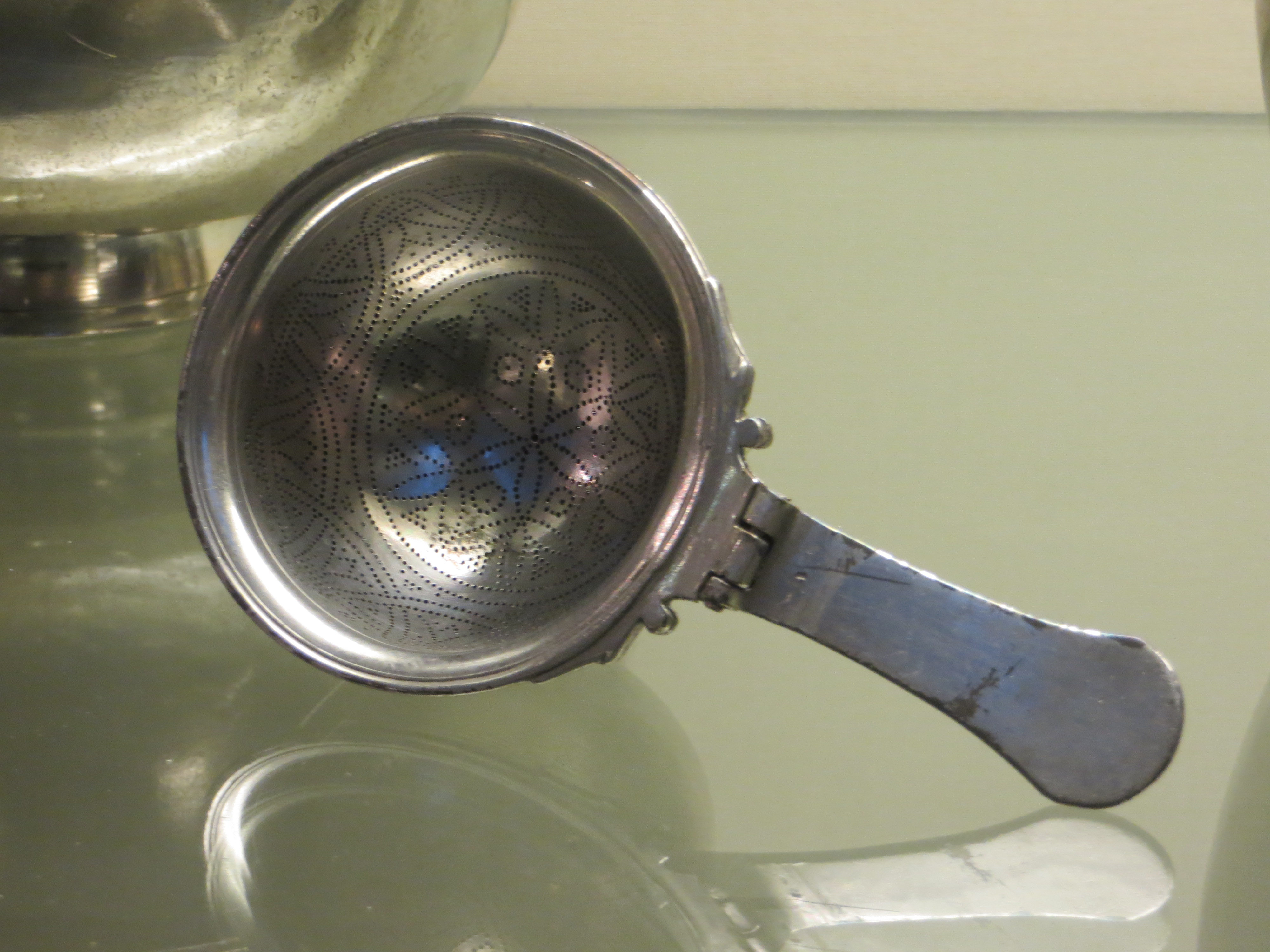
Kelle-Sieb-Garnitur
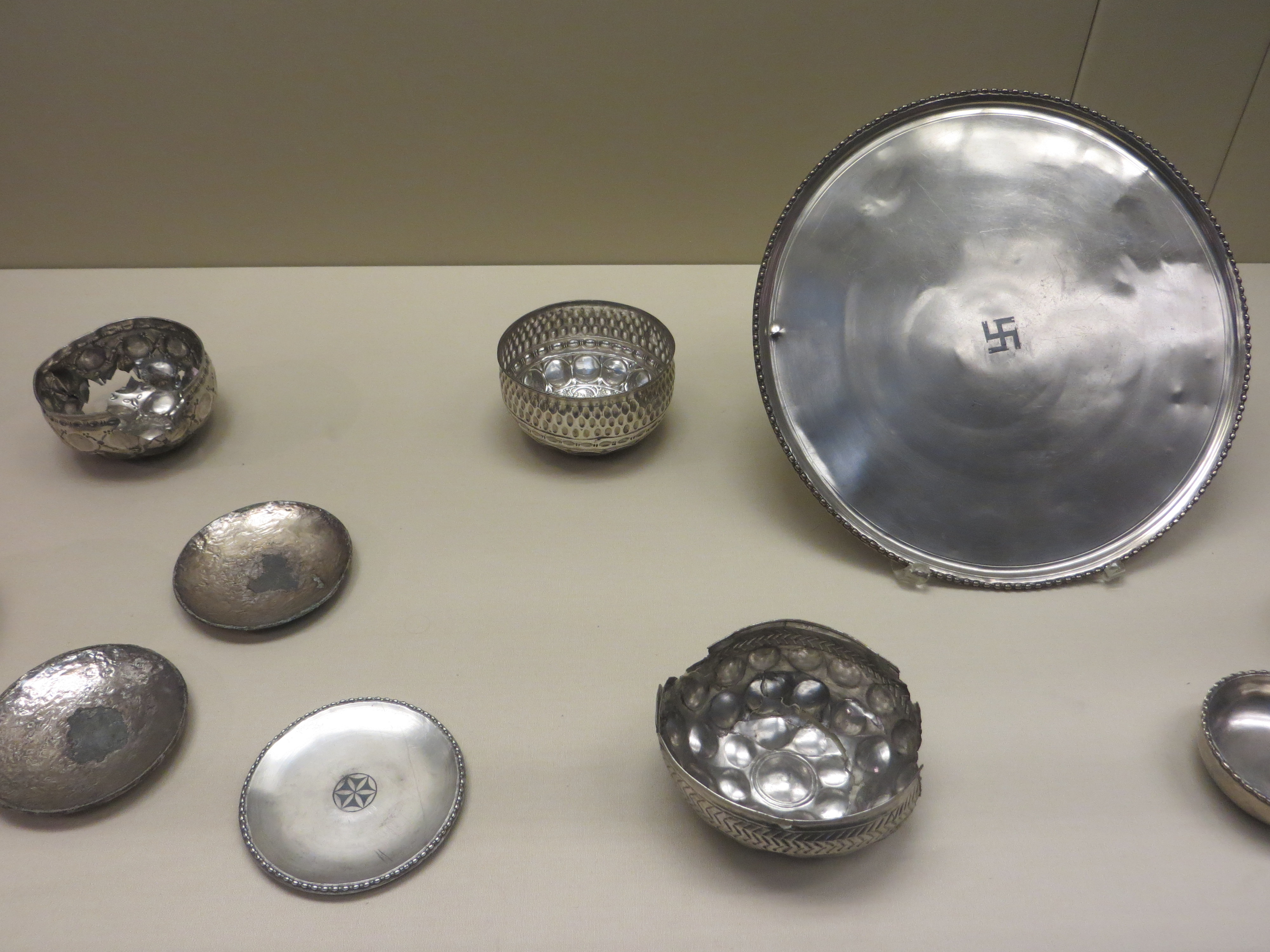
Platte mit zentraler Swastika, flache Teller sowie verzierte Becher